# Le Baiser de Judas (film, 1908)
Pour les articles homonymes, voir Le Baiser de Judas.
Pour plus de détails, voir Fiche technique et Distribution.
Le Baiser de Judas est un film muet français réalisé par Armand Bour et André Calmettes, sorti en 1908.

## Fiche technique
- Titre : Le Baiser de Judas
- Réalisation : Armand Bour et André Calmettes
- Scénario : Henri Lavedan
- Photographie : Émile Pierre
- Musique : Partitions de Jean-Sébastien Bach et de Christoph Willibald Gluck
- Décors : Lucien Jusseaume
- Régisseur : Jules Gervais-Courtellemont
- Société de production : Le Film d'art
- Société de distribution : Pathé Frères
- Pays de production :  France
- Format : Noir et blanc — 35 mm — 1,33:1 — Muet
- Métrage : 245 mètres
- Lieu de tournage : Arbonne-la-Forêt
- Genre : Film dramatique, Film historique, Péplum
- Durée : 8 minutes et 10 secondes
- 1re Présentation publique : 24 décembre 1908, Salle Charras à Neuilly
- Dates de sortie en salles : 
  - États-Unis : 7 avril 1909
  - France : 9 avril 1909

## Distribution
- Mounet-Sully : Judas
- Albert Lambert : Jésus
- Albert Dieudonné : Jean